# Club Atlético Chacarita Juniors 2020-2021
Questa voce raccoglie le informazioni riguardanti il Chacarita Juniors nelle competizioni ufficiali della stagione 2020-2021.

## Organigramma societario
Area direttiva
- Presidente: Horacio Ismael Fernández
- 1° vice presidente: Javier Miguel Tizado
- 2° vice presidente: Diego Juan Pablo Jahn
- Segretario: Leonardo García
- Vice segretario: Gabriel Gerosevich
- Tesoriere: Gustavo Romero
- Vice tesoriere: Matías Pereira

Area tecnica
Area sanitaria

## Rosa
| N. |                      | Ruolo | Calciatore          |
| -- | -------------------- | ----- | ------------------- |
| -  | Argentina (bandiera) | P     | Federico Losas      |
| -  | Argentina (bandiera) | P     | Agustín Cousillas   |
| -  | Argentina (bandiera) | P     | Emanuel Trípodi     |
| -  | Argentina (bandiera) | D     | Facundo Tallarico   |
| -  | Argentina (bandiera) | D     | Iván Centurión      |
| -  | Argentina (bandiera) | D     | Alan Robledo        |
| -  | Argentina (bandiera) | D     | Gonzalo Rocaniere   |
| -  | Argentina (bandiera) | D     | Alan Ledesma        |
| -  | Argentina (bandiera) | D     | Diego Menghi        |
| -  | Argentina (bandiera) | D     | Ramiro Ríos         |
| -  | Argentina (bandiera) | D     | Nicolás Chávez      |
| -  | Argentina (bandiera) | D     | Juan González       |
| -  | Argentina (bandiera) | D     | Aaron Barquett      |
| -  | Argentina (bandiera) | D     | Maximiliano Paredes |
| -  | Argentina (bandiera) | D     | Alexis Vega         |
| -  | Argentina (bandiera) | C     | Agustín Piñeyro     |

| N. |                      | Ruolo | Calciatore             |
| -- | -------------------- | ----- | ---------------------- |
| -  | Argentina (bandiera) | C     | Facundo Rodríguez      |
| -  | Argentina (bandiera) | C     | Miguel Mellado         |
| -  | Argentina (bandiera) | C     | Lucas Pérez Godoy      |
| -  | Argentina (bandiera) | C     | Diego Rivero           |
| -  | Argentina (bandiera) | C     | Luciano Nieto          |
| -  | Argentina (bandiera) | C     | Gonzalo Groba          |
| -  | Argentina (bandiera) | C     | Juan Pablo Gobetto     |
| -  | Argentina (bandiera) | C     | Eric Aparicio          |
| -  | Argentina (bandiera) | C     | Matías Sánchez         |
| -  | Argentina (bandiera) | C     | Luciano Perdomo        |
| -  | Argentina (bandiera) | A     | Elías Alderete         |
| -  | Argentina (bandiera) | A     | Juan Ignacio Baiardino |
| -  | Argentina (bandiera) | A     | Lucas Lezcano          |
| -  | Argentina (bandiera) | A     | Yair González          |
| -  | Argentina (bandiera) | A     | Santiago Giordana      |
| -  | Argentina (bandiera) | A     | Ramiro Fergonzi        |

## Calciomercato

### Sessione estiva
| Acquisti | Acquisti               | Acquisti                | Acquisti                       |
| R.       | Nome                   | da                      | Modalità                       |
| -------- | ---------------------- | ----------------------- | ------------------------------ |
| C        | Miguel Mellado         | OFI Creta               | fine prestito                  |
| D        | Franco Racca           | Atlético Rafaela        | fine prestito                  |
| D        | Maximiliano Paredes    | Atlético Rafaela        | fine prestito                  |
| D        | Iván Centurión         | Almirante Brown         | acquisto definitivo (gratuito) |
| C        | Eric Aparicio          | San Telmo               | acquisto definitivo (gratuito) |
| C        | Lucas Pérez Godoy      | Deportivo Morón         | acquisto definitivo (gratuito) |
| D        | Alexis Vega            | Temperley               | acquisto definitivo (gratuito) |
| D        | Sergio Rodríguez       | Atlético Rafaela        | acquisto definitivo (gratuito) |
| A        | Santiago Giordana      | Alvarado                | acquisto definitivo (gratuito) |
| C        | Luciano Nieto          | Brown (A)               |                                |
| D        | Ramiro Ríos            | UAI Urquiza             |                                |
| D        | Aaron Barquett         | Argentinos Juniors      |                                |
| P        | Agustín Cousillas      | -                       | acquisto definitivo            |
| D        | Gonzalo Rocaniere      | -                       | acquisto definitivo            |
| A        | Juan Ignacio Baiardino | Boca Juniors            | prestito (31.12.2021)          |
| C        | Juan Pablo Gobetto     | Deportivo JBL del Zulia | acquisto definitivo (gratuito) |
| A        | Elías Alderete         | Arema                   | fine prestito                  |

| Cessioni | Cessioni            | Cessioni          | Cessioni                       |
| R.       | Nome                | a                 | Modalità                       |
| -------- | ------------------- | ----------------- | ------------------------------ |
| D        | Adrián Torres       | Gimnasia (J)      | cessione definitiva (gratuita) |
| C        | Joaquín Ibáñez      | Flandria          | cessione definitiva (gratuita) |
| P        | Lucas Bruera        | Villa Dálmine     | cessione definitiva (gratuita) |
| D        | Salvador Sánchez    | Volo              | cessione definitiva (gratuita) |
| C        | Jim Varela          | Racing Montevideo | cessione definitiva (gratuita) |
| C        | Hernán Da Campo     | Olympiakos Volos  | cessione definitiva (gratuita) |
| D        | Brian Mieres        | Alvarado          | cessione definitiva (gratuita) |
| A        | Lucas Cano          | -                 | svincolato                     |
| D        | Gabriel Lazarte     | -                 | svincolato                     |
| D        | Gian Croci          | -                 | svincolato                     |
| D        | Franco Racca        | -                 | ritiro                         |
| C        | Ignacio Cacheiro    | Craiova           | cessione definitiva (gratuito) |
| D        | Maximiliano Paredes | Sarmiento (R)     | cessione definitiva (gratuito) |
| P        | Sebastián Cuerdo    | -                 | svincolato                     |
| A        | Rodrigo Insúa       | Aldosivi          | fine prestito                  |
| C        | Miguel Mellado      | OFI Creta         | cessione definitiva (250.000)  |
| D        | Sergio Rodríguez    | Danubio           | cessione definitiva (gratuito) |

## Statistiche

### Statistiche di squadra
| Competizione       | In casa | In casa | In casa | In casa | In casa | In casa | In trasferta | In trasferta | In trasferta | In trasferta | In trasferta | In trasferta | Totale | Totale | Totale | Totale | Totale | Totale | DR |
| Competizione       | G       | V       | N       | P       | Gf      | Gs      | G            | V            | N            | P            | Gf           | Gs           | G      | V      | N      | P      | Gf     | Gs     | DR |
| ------------------ | ------- | ------- | ------- | ------- | ------- | ------- | ------------ | ------------ | ------------ | ------------ | ------------ | ------------ | ------ | ------ | ------ | ------ | ------ | ------ | -- |
| Primera B Nacional |         |         |         |         |         |         |              |              |              |              |              |              |        |        |        |        |        |        |    |
| Totale             |         |         |         |         |         |         |              |              |              |              |              |              |        |        |        |        |        |        |    |

### Statistiche individuali
| Giocatore | Primera Nacionál | Primera Nacionál | Primera Nacionál | Primera Nacionál |
| Giocatore | Presenze         | Reti             | Ammonizioni      | Espulsioni       |
| --------- | ---------------- | ---------------- | ---------------- | ---------------- |
| L. Cano   | 20               | 5                | 3                | 0                |